# 足輕大將
足輕大將（日语：／ Ashigarutaishō）是日本戰國時代中，在戰國大名之下率領足輕隊的軍職。別稱足輕頭。

## 戰國時代
在應仁之亂以後，日本進入戰國時代，合戰規模變得相當大。受槍、弓、鐵砲訓練的足輕隊被組織並成為主力軍。於是出現足輕大將這個軍職，統率以足輕小頭（足輕組頭）為首的足輕部隊。在戰國大名家中，各家都有與足輕有關的文書留下，亦可見足輕大將的存在。
在甲斐國的戰國大名武田氏的『甲陽軍鑑‧品十七‧武田法性院信玄公御代惣人数之事』中，記載了武田信玄晩年時期的家臣團，而當中有被稱為「足輕大將眾」的21人（原虎胤、橫田高松、小幡虎盛、山本勘助等），亦確實記載了其率領足輕的情況。武田氏的足輕大將中，甲斐出身的甲斐眾和其他國出身並仕於武田氏的他國眾有很大分別，甲斐眾大部份都是奧近習和使番之類身份低下者，幾乎不包括有力家臣的相關者和一族。另一方面，其他國出身者被任命為足輕大將的事例相當多，而武田家的行政、軍事機構內的役職則由甲斐眾獨佔。

## 江戶時代
在江戶時代的諸藩中，很多都把足輕大將改稱為「物頭」，而身為譜代大名的越後長岡藩和大垣藩戶田氏則使用「者頭」的名稱，亦有像仙台藩和新發田藩改稱為「武頭」的情況。
基本上是從馬廻級的家格中被登用，比統括馬廻的組頭和番頭低級。江戶時代後期以後的江戶武鑑中，有許多使用物頭和物頭用人的藩，不過多數是比番頭和用人低級。例外的有柏原藩織田氏家中，記載是比組頭低級，而比用人高級。
在柳河藩中，最初分別六組而創設物頭席，由六組士就任物頭，並在六組中輪流擔任。石高約有2百石至3百石，不過亦有未滿2百石的物頭。
在大垣藩戶田氏家中，物頭的人數有5至6人，柳河藩中有17至19人，越後長岡藩中有15人，可見各家中的情況不同。像柳河藩和越後長岡藩，物頭中亦有兼任弓頭和筒頭、長柄頭的人，表明職責。
在長州藩中，先手足輕統括大組物頭，手廻物頭統括手廻足輕，把足輕的所屬部署分類。